# 御花畑駅

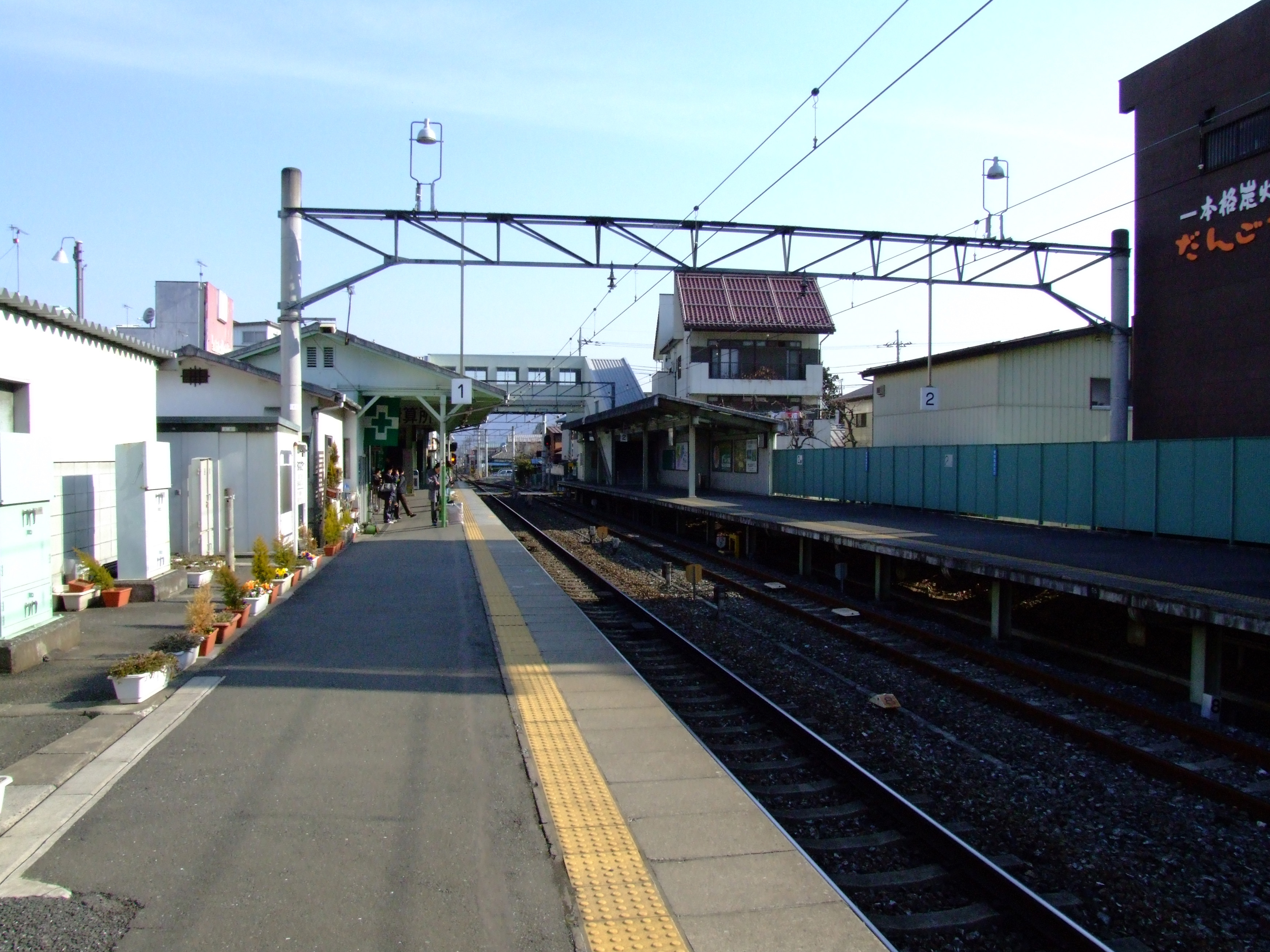
ホーム（2006年3月）

御花畑駅（おはなばたけえき）は、埼玉県秩父市東町にある、秩父鉄道秩父本線の駅である。駅番号はCR31。
2009年4月1日からは「芝桜」の副駅名が設定されている。駅舎は国登録有形文化財である。
西武鉄道西武秩父駅に近接し、乗換駅かつ運賃計算上の同一の駅と扱われ、西武秩父駅まで有効な乗車券を用いて当駅での下車が可能である。

## 歴史
- 1917年（大正6年）9月27日：開業。

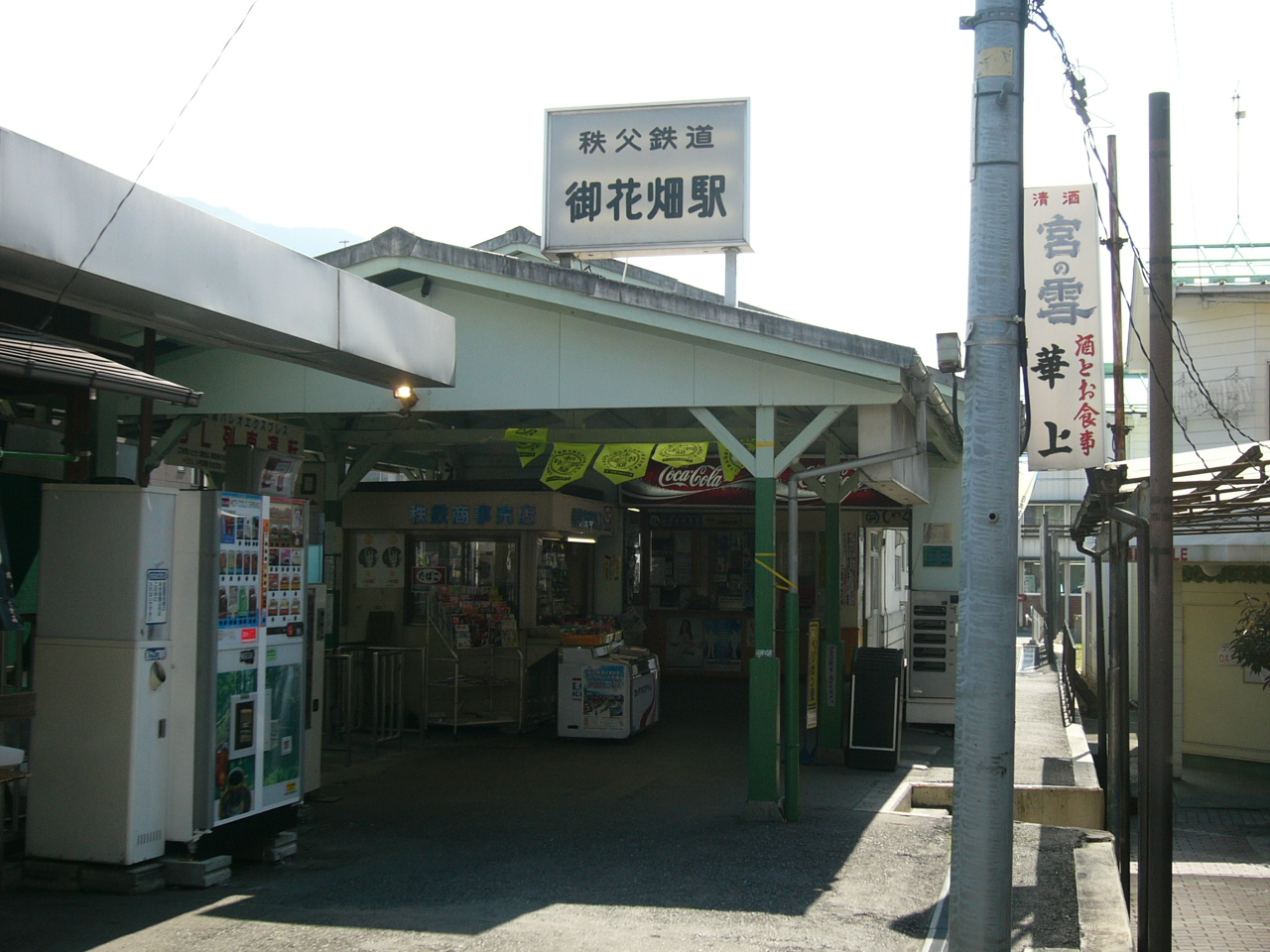
副駅名設定前の駅舎（2006年5月）

- 1989年（平成元年）4月1日：西武鉄道との直通運転開始[4]。同時にプラットホームを1面、発着線を1線増設。
- 2004年（平成16年）2月17日：駅舎が国登録有形文化財に登録される（登録基準／国土の歴史的景観に寄与）[3]。
- 2009年（平成21年）4月1日：副駅名「芝桜駅」が設定され、「御花畑（芝桜）駅」となる。
- 2022年（令和4年）3月12日：ICカード「PASMO」の利用が可能となる[5]。
- 2024年（令和6年）3月 - 駅舎を大正ロマンの洋風に全面リニューアルを実施[6]。

## 駅構造
相対式ホーム2面2線を有する地上駅。木造駅舎を有する。直営駅である。管理駅でもあるが、当駅は自駅のみの単駅管理となっている（周辺の駅は秩父駅が管理）。簡易PASMO改札機設置駅。
かつては1面1線の駅であったが、1989年（平成元年）4月1日より西武鉄道からの乗り入れ開始に伴い2面2線化された。1番線は秩父線の線内列車が、2番線は西武線直通列車（土休日ダイヤのみ運行、2023年改正より2025年改正までは長瀞駅から当駅止まりの列車も使用）が使用し、駅改札と2番線ホームは跨線橋（階段のみ）で連絡している。配線上は2番線を使用した秩父線の列車交換も可能だが定期ダイヤでは設定されておらず、直通列車発着時以外の2番線ホームは閉鎖されている。
2番線からの連絡線は、当駅の影森駅方で、西武秩父駅の横瀬駅方の西武線の線路とつながっており、長瀞駅方面と西武鉄道を直通する列車は、西武秩父駅を経由せず、当駅に発着する（三峰口駅発着の列車は、当駅ではなく西武秩父駅に停車する）。西武鉄道と秩父鉄道の乗務員交替についても当駅で行われる。
2024年（令和6年）3月のリニューアルで街灯と駅名看板を付属した西口ゲートを新設し、駅名看板や駅舎の内外装、改札口付近の天井照明などを洋風にリニューアルした。
駅近くに秩父夜祭で山車が集結する「御旅所」があるため、架線は一時的に撤去可能な構造になっている（三峰口方踏切の架線）。なお、秩父夜祭の山車が通る団子坂は、1917年（大正6年）に秩父鉄道秩父本線の開業に伴って開通した。
駅改札口外に駅そば店と喫煙所が設置されている。トイレは改札外にあり、秩父市によって設置されている。
当駅の約100メートル南（影森方）に西武秩父駅が位置する。当駅からは、改札口を出て秩父線の踏切を渡り、西武秩父駅構内商業施設「西武秩父駅前温泉 祭の湯」を通ると徒歩5分程度で到着する。西武秩父駅には当駅の発車標が設置されている。

### のりば
| 番線 | 路線      | 方向 | 行先                 | 備考                                 |
| ---- | --------- | ---- | -------------------- | ------------------------------------ |
| 1    | ■秩父本線 | 下り | 影森・三峰口方面     |                                      |
| 1    | ■秩父本線 | 上り | 長瀞・熊谷・羽生方面 |                                      |
| 2    | ■秩父本線 | 上り | 長瀞行き             | 西武線からの直通列車（前の駅は横瀬） |

2023年（令和5年）3月18日のダイヤ改正で秩父本線から西武線方面への直通列車が廃止されたため、当駅から西武線方面への乗車はできなくなった。
秩父夜祭開催日の12月3日の夜間は、秩父駅から影森駅の間で列車の運転が休止される。

### 配線図
| ← 三峰口方面 | 西武秩父駅・御花畑駅 構内配線略図 | → 長瀞・羽生方面 |
|              | ↓ 吾野・池袋方面                  |                  |
| 凡例 出典:   |                                   |                  |

## 利用状況
- 2019年度の1日平均乗車人員は1,285人であり、秩父鉄道秩父本線の全駅における2019年度の1日平均の乗車人数は4位である。
- 西武秩父駅と近接しており、相互の乗り換えに利用される。

| 年度               | 乗車人員 （1日平均） |
| ------------------ | -------------------- |
| 2009年（平成21年） | 1,512                |
| 2010年（平成22年） | 1,444                |
| 2011年（平成23年） | 1,403                |
| 2012年（平成24年） | 1,395                |
| 2013年（平成25年） | 1,400                |
| 2014年（平成26年） | 1,445                |
| 2015年（平成27年） | 1,430                |
| 2016年（平成28年） | 1,366                |
| 2017年（平成29年） | 1,370                |
| 2018年（平成30年） | 1,324                |
| 2019年（令和元年） | 1,285                |

1974～1998年度の乗車・降車人員の推移は下表のとおりである。
| 年度               | 年間 乗車人員 | 年間 降車人員 |
| ------------------ | ------------- | ------------- |
| 1974年（昭和49年） | 1,474,991     | 1,443,268     |
| 1975年（昭和50年） | 1,380,487     | 1,356,477     |
| 1976年（昭和51年） | 1,236,291     | 1,182,976     |
| 1977年（昭和52年） | 1,224,935     | 1,205,260     |
| 1978年（昭和53年） | 1,145,374     | 1,120,241     |
| 1979年（昭和54年） | 1,090,886     | 1,078,022     |
| 1980年（昭和55年） | 1,111,250     | 1,082,614     |
| 1981年（昭和56年） | 1.085,688     | 1,051,100     |
| 1982年（昭和57年） | 1,032,979     | 1,013,299     |
| 1983年（昭和58年） | 963,190       | 951,611       |
| 1984年（昭和59年） | 910,820       | 922,079       |
| 1985年（昭和60年） | 919,785       | 902,591       |
| 1986年（昭和61年） | 920,457       | 912,235       |
| 1987年（昭和62年） | 902,727       | 886,585       |
| 1988年（昭和63年） | 877,044       | 899,091       |
| 1989年（平成元年） | 931,399       | 948,685       |
| 1990年（平成02年） | 944,184       | 961,780       |
| 1991年（平成03年） | 929,978       | 954,875       |
| 1992年（平成04年） | 887,569       | 904,115       |
| 1993年（平成05年） | 852,162       | 869,835       |
| 1994年（平成06年） | 837,217       | 861,075       |
| 1995年（平成07年） | 819,218       | 836,650       |
| 1996年（平成08年） | 834,184       | 808,247       |
| 1997年（平成09年） | 626,165       | 638,054       |
| 1998年（平成10年） | 617,455       | 614,880       |

## 駅周辺
当駅は「御花畑」という駅名であるが、周囲は花畑ではなく、秩父夜祭の「御旅所」の美称から名付けられたものである。羽生方の秩父駅とともに秩父市街に位置しており、周囲には住宅や中小商店・診療所などが集積している。
- 西武秩父駅
- 秩父市役所
- 埼玉県秩父地方庁舎
- ベルク 東町店
- 矢尾百貨店
  - ベスト電器ヤオ秩父店
- 埼玉県立秩父高等学校
- 埼玉県立秩父高等技術専門校
- 秩父市立秩父第二中学校
- 秩父市立花の木小学校
- 秩父上町郵便局
- 秩父野坂郵便局
- ちちぶ銘仙館
- だがしやたいへい

### 観光
- 秩父神社 - 徒歩10分
- 秩父三十四箇所（秩父札所。西国、坂東の三十三ヶ所と併せて日本百番観音と呼ばれる）
- 秩父七福神 - 惣円寺 徒歩5分
- ちちぶ銘仙館（国の登録有形文化財） - 徒歩5分
- 秩父ふるさと館（国の登録有形文化財） - 徒歩10分
- 羊山公園（芝桜の丘で知られる） - 徒歩20分
- 旧大月旅館別館   - 徒歩5分

## バス路線
最寄停留所は「札所十三番」であり、改札口から約130m（徒歩約2分）の所にある。
| 乗り場     | 乗り場     | 系統                                       | 主要経由地               | 行先               | 運行会社     | 備考 |
| ---------- | ---------- | ------------------------------------------ | ------------------------ | ------------------ | ------------ | ---- |
| 札所十三番 |            | 久那線                                     | 佐久良橋・久那・花見の里 | 西武秩父駅         | 西武観光バス |      |
| 札所十三番 | 小鹿野線   | 秩父駅・市立病院・泉田・小鹿野車庫         | 栗尾                     |                    | 西武観光バス |      |
| 札所十三番 | 小鹿野線   | 秩父駅・相生町・泉田・小鹿野車庫           | 栗尾                     |                    | 西武観光バス |      |
| 札所十三番 | 秩父吉田線 | 秩父駅・札所二十一番・下寺尾・吉田総合支所 | 吉田元気村               |                    | 西武観光バス |      |
| 札所十三番 | 秩父吉田線 | 秩父駅・市立病院・下寺尾・吉田総合支所     | 吉田元気村               |                    | 西武観光バス |      |
| 札所十三番 | 原谷線     | 秩父駅・大野原駅前                         | 和銅黒谷駅               |                    | 西武観光バス |      |
| 札所十三番 | 三沢線     | 秩父駅・山田・栃谷・中三沢                 | 皆野駅                   |                    | 西武観光バス |      |
| 札所十三番 | 定峰線     | 秩父駅・山田・栃谷・定峰                   | 定峰峠入口               | 土休日は全便定峰止 | 西武観光バス |      |
| 札所十三番 | 正丸線     | 秩父駅・根古屋・芦ヶ久保駅・長渕           | 松枝                     |                    | 西武観光バス |      |
| 札所十三番 |            |                                            | 西武秩父駅               |                    | 西武観光バス |      |

## 隣の駅
秩父鉄道
■秩父本線
□SLパレオエクスプレス
秩父駅 (CR30) - 御花畑駅 (CR31) - 三峰口駅 (CR37)
■急行「秩父路」・□各駅停車
秩父駅 (CR30) - 御花畑駅 (CR31) - 影森駅 (CR32)
■各駅停車（西武線からの直通、長瀞行きのみ運転）
秩父駅 (CR30) ← 御花畑駅 (CR31) ← 横瀬駅 (SI35)（西武秩父線）
- 当駅を含む秩父駅 - 影森駅間は、乗車券のみで急行「秩父路」の利用が可能。